# Pteris decrescens
Pteris decrescens är en kantbräkenväxtart som beskrevs av Christ. Pteris decrescens ingår i släktet Pteris och familjen Pteridaceae. Utöver nominatformen finns också underarten P. d. parviloba.